# 車和娟
車和娟（1960年1月25日—），大韓民國女演員。首爾藝術高等學校舞蹈科畢業，1978年TBC第20期藝人招募出道。姓名又常被音譯為車和妍或車華妍。

## 簡歷
車和娟是透過參選第2屆樂天小姐進入演藝圈，1978年通過TBC公開招聘藝人第20期出道。其後，她出演電視劇《錦南之家》、《麻雀和稻草人》、《在城市哭泣的蟬》、《達東涅》和《電視文學館-三寶之路》等累積人氣，奠定了自己的職業生涯，並於1981年首次在KBS2的《現在是戀愛的時候》中擔任主角。在1987年演出MBC電視劇《愛情與野望》的女主角「美慈」，以精湛演技獲得好評和極高的人氣。 因此，她成為當時只有頂級明星才能拍攝的化妝品廣告模特，而她僅是剛進入全盛期的演員。
但是在《愛情與野望》結束翌年，她卻在人氣高峰時因為結婚而息影。之後，她過著普通的家庭主婦生活，育有一名長女及兩名幼子。在息影二十年後，她在2008年和丈夫崔大賢協議離婚，並於同年透過參演SBS日日劇《愛子的姐姐敏子》復出。復出後，她有著與以前不同的演技風格，在演技上也花了苦功改變。在此之後，她在每年至少出演一部以上的電視劇在小螢幕前持續亮相。2018年，她出演KBS2週末劇《我唯一的守護者》，飾演不懂事的婆婆吳恩英，在2018 KBS演技大獎上獲得最優秀演技獎以作肯定。在2020年KBS2《結過一次了》飾演張玉芬。在2021年KBS2週末劇《紳士與小姐》中，她繼2018年後再次與作家兼編劇金始慶合作。目前，她正持續以優雅的形象積極飾演媽媽角色，開啟第二演員生涯全盛期。

## 影視作品

### 電視劇
| 年份   | 電視台  | 劇名              | 角色       | 備註     |
| 1985年 | KBS     | 光與影            |            |          |
| 1987年 | MBC     | 愛情與野望        | 金美慈     | 主演     |
| 2008年 | SBS     | 愛子的姐姐敏子    | 朱敏子     | 主演     |
| 2009年 | SBS     | City Hall         | 趙蓉希     |          |
| 2009年 | SBS     | 天使的誘惑        | 趙靜希     |          |
| 2010年 | SBS     | 濟眾院            | 林造時     |          |
| 2010年 | SBS     | 我是傳說          | 洪女士     |          |
| 2010年 | MBC     | 便當              |            |          |
| 2011年 | MBC     | 我的公主          | 禮服設計師 | 特別演出 |
| 2011年 | KBS     | 刺鳥              | 尹明姿     |          |
| 2011年 | SBS     | 守護老闆          | 申淑熙     |          |
| 2011年 | MBC     | 千次的吻          | 柳智善     |          |
| 2011年 | MBN     | 來了來了終於來了  | 全美玉     |          |
| 2012年 | KBS     | 赤道的男人        | 馬熙貞     |          |
| 2012年 | tvN     | 結婚的伎倆        | 蘇斗蓮     |          |
| 2012年 | SBS     | 紳士的品格        | 伊秀母親   | 特別演出 |
| 2012年 | SBS     | 五指              | 羅桂花     |          |
| 2012年 | MBC     | 想你              | 姜賢珠     |          |
| 2013年 | MBC     | 百年的遺產        | 白雪珠     |          |
| 2013年 | SBS     | 野王              | 白智美     |          |
| 2013年 | JTBC    | 荊棘花            | 閔華英     |          |
| 2013年 | MBC     | 愛能給別人嗎      | 洪順愛     | 主演     |
| 2013年 | MBC     | 帝王之女守百香    | 桃琳       |          |
| 2014年 | KBS     | Big Man           | 崔允靜     |          |
| 2014年 | MBC     | 說出你的願望      | 申惠蘭     |          |
| 2014年 | SBS     | 沒關係，是愛情啊  | 車玉子     |          |
| 2014年 | tvN     | 我的秘密飯店      | 白知美     | 特別演出 |
| 2014年 | tvN     | 家族的秘密        | 陳珠蘭     |          |
| 2015年 | MBC     | 媽媽              | 尹貞愛     | 主演     |
| 2016年 | SBS     | Mrs. Cop 2        | 徐正美     |          |
| 2016年 | SBS     | I am Sorry 姜南九 | 洪明淑     |          |
| 2017年 | MBC     | 醫療船            | 吳慧晶     | 特別演出 |
| 2018年 | SBS     | Secret Mother     | 朴善子     |          |
| 2018年 | KBS     | 我唯一的守護者    | 吳恩英     |          |
| 2018年 | tvN     | 男朋友            | 金華珍     |          |
| 2019年 | MBC     | 黃金庭院          | 趙南熙     |          |
| 2020年 | KBS     | 結過一次了        | 張玉芬     |          |
| 2020年 | JTBC    | Run On            | 陸智宇     |          |
| 2021年 | KBS     | 紳士與小姐        | 王大蘭     |          |
| 2021年 | SBS     | 現正分手中        | 閔惠玉     |          |
| 2023年 | JTBC    | 離婚律師申晟瀚    | 馬金禧     |          |
| 2023年 | KBS2    | 真的出現了！      | 李仁玉     |          |
| 2024年 | KBS2    | 美女與純情男      | 白美子     |          |
| 2024年 | Netflix | 末日愚者          | 朱明玉     |          |

### 電影
| 年份   | 片名           | 角色 | 備註 |
| 2009年 | 白夜行         |      |      |
| 2011年 | 致命一擊       |      |      |
| 2012年 | 永無結局的故事 |      |      |

## 獲獎經歷
- 第23屆 百想藝術大賞 女子人氣獎（1987年）《愛情與野望》
- SBS演技大赏 特別企劃女配角獎（2009年）《天使的誘惑》
- MBC演技大赏 黄金演技奖（2011年）《千次的吻》
- MBC演技大赏 黄金演技奖（2013年）《愛能給別人嗎》
- MBC演技大赏 連續劇部門 女子優秀演技賞（2015年）《媽媽》
- KBS演技大赏 女子最優秀演技賞（2018年）《我唯一的守護者》

## 外部連結
- 車和娟在NAVER上的资料
- 車和娟在Daum上的资料
- 車和娟在韩国电影数据库（KMDb）上的資料（韓語）